# Vermutung von Mordell

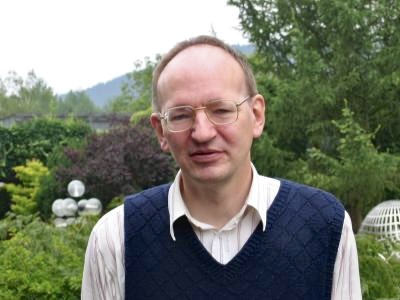
Gerd Faltings

Die Vermutung von Mordell entstammt der Zahlentheorie, wurde im Jahr 1922 von Louis Mordell aufgestellt und 1983 von Gerd Faltings in seinem Artikel Endlichkeitssätze für abelsche Varietäten über Zahlkörpern (Faltings’ Satz) bewiesen.

## Motivation und Aussage des Satzes
Wenn {\displaystyle K} ein Zahlkörper und {\displaystyle C} eine nichtsinguläre Kurve definiert über {\displaystyle K} sind, dann besteht die Frage, wie viele Punkte der Kurve {\displaystyle C(K)} selbst Koordinaten in {\displaystyle K} haben. Von besonderem Interesse ist dabei der Fall des Körpers der rationalen Zahlen, für den die Vermutung ursprünglich von Louis Mordell formuliert war.
- Falls das Geschlecht {\displaystyle g} von {\displaystyle C} gleich {\displaystyle 0} ist, ist {\displaystyle C} isomorph zum eindimensionalen projektiven Raum über dem algebraischen Abschluss von {\displaystyle K}, also {\displaystyle C\cong \mathbb {P} ^{1}({\overline {K}})}. Daher kann {\displaystyle C(K)} leer oder eine unendliche Menge {\displaystyle \left(C(K)\cong \mathbb {P} ^{1}(K)\right)} sein.
- Falls das Geschlecht {\displaystyle g} von {\displaystyle C} gleich {\displaystyle 1} ist und wenn {\displaystyle C(K)} mindestens einen Punkt mit Koordinaten in {\displaystyle K} hat, dann sind {\displaystyle C} eine elliptische Kurve und {\displaystyle C(K)} eine endlich erzeugte abelsche Gruppe. Letzteres ist als Satz von Mordell-Weil geläufig und impliziert, dass {\displaystyle C(K)} endlich oder unendlich sein kann.
- Falls das Geschlecht {\displaystyle g} von {\displaystyle C} größer als {\displaystyle 1} ist, dann ist {\displaystyle C(K)} endlich.

Nach dem Satz gibt es für Kurven vom Geschlecht {\displaystyle g>1} nur endlich viele rationale Punkte auf der Kurve. Kurven über den rationalen Zahlen zeigen also wesentlich verschiedenes Verhalten für {\displaystyle g=0}, {\displaystyle g=1} und {\displaystyle g>1} – eine topologische Größe bestimmt das zahlentheoretische Verhalten. Für ganze Zahlen hatte das schon Carl Ludwig Siegel in den 1920er Jahren bewiesen.
Die dritte Aussage des Satzes ist als „Vermutung von Mordell“ bekannt und wurde 1983 von Gerd Faltings bewiesen.

## Beweis
Faltings trug seinen Beweis zuerst auf der mathematischen Arbeitstagung in Bonn am 17. und 19. Juli 1983 vor. 1986 erhielt er dafür die höchste Auszeichnung für Mathematiker, die Fields-Medaille. Manchmal wird die Vermutung von Mordell, die ja nun ein bewiesener Satz ist, nach Faltings Satz von Faltings genannt.
In seiner Arbeit bewies Faltings auch die Tate-Vermutung von John T. Tate und die Schafarewitsch-Vermutung von Igor Schafarewitsch, indem er den Übersetzungsmechanismus von Funktionenkörpern auf Zahlkörper von Suren Arakelov ausbaute. Dass die Mordell-Vermutung aus der Schafarewitsch-Vermutung folgt, bewies Alexei Nikolajewitsch Parschin 1968 (Vortrag auf dem ICM 1970).
Auf anderem Weg hat nach Faltings Paul Vojta den Satz bewiesen. Vojtas Beweis wurde von Faltings selbst und Enrico Bombieri vereinfacht.
Für Funktionenkörper wurde die Mordell-Vermutung schon 1963 durch Yuri Manin, 1965 durch Hans Grauert und 1968 durch Alexei Nikolajewitsch Parschin bewiesen.
Einen neuen Beweis gab Akshay Venkatesh mit Brian Lawrence 2018. Der Beweis folgt den Grundlinien von Faltings Beweis, nutzt aber die Analyse der Variation p-adischer Galoisdarstellungen.

## Anwendungen
Der Satz lieferte ein wichtiges Teilergebnis zu der fermatschen Vermutung, denn die fermatsche Gleichung {\displaystyle x^{n}+y^{n}=z^{n}} hat nach ihm für {\displaystyle n\geq 4} höchstens endlich viele teilerfremde Lösungen. Durch den Beweis der fermatschen Vermutung durch Andrew Wiles im Jahre 1993 ist diese Aussage jedoch überholt. Dennoch bleibt der Satz von Mordell wichtig für andere Gleichungen, bei denen sich die Methode von Wiles nicht anwenden lässt.
Die bisher bekannten Beweise der Mordellvermutung sind nicht effektiv, das heißt, sie machen keine Angaben über die Anzahl und Größe der Lösungen. Die Mordellvermutung folgt allerdings aus der unbewiesenen abc-Vermutung (Noam Elkies) in einer effektiven Variante.